# Raïssa Feudjio
Raïssa Feudjio Tchuanyo (* 29. Oktober 1995 in Yaoundé) ist eine kamerunische ehemalige Fußballspielerin. Von 2011 bis 2024 war die defensive Mittelfeldspielerin auch kamerunische A-Nationalspielerin.

## Karriere

### Vereine
Feudjio begann in ihrer Heimatstadt Yaoundé 2008 mit dem Fußballspielen. Beim Lorema FC de Yaoundé absolvierte sie ab 2010 erste Profispiele, bevor sie 2012 zum türkischen Verein Trabzon İdmanocağı wechselte. Ab 2014 spielte sie in Finnland bei Merilappi United, wo sie sich im Mittelfeld festspielen konnte. Nach einer Saison in Kamerun, kehrte Feudjio 2016 nach Finnland zurück und schloss sich Åland United an. Auch dort konnte sie sich in der Stammelf etablieren. 2019 wechselte sie nach Spanien, kam in vier Jahren aber auch aufgrund einer langwierigen Oberschenkelverletzung nur zu 27 Ligaspielen für CD Tenerife Femenino. 2023 unternahm sie beim Zweitligisten DUX Logroño einen neuen Anlauf, verließ den Verein aber 2024 nach nur vier absolvierten Spielen wieder. Im November 2024 beendete Feudjio ihre Karriere.

### Nationalmannschaft
Feudjio debütierte für die kamerunische Fußballnationalmannschaft am 4. September 2011 bei den Afrikaspielen 2011 gegen den Gastgeber Mosambik. Am Ende des Turniers konnte sie mit ihrer Mannschaft die Goldmedaille gewinnen. 2012 nahm sie mit Kamerun an den Olympischen Sommerspielen in London teil, schied aber noch in der Gruppenphase aus. Mit Kamerun nahm sie an den Afrikameisterschaften 2014 und 2016 teil, bei denen jeweils der zweite Platz belegt wurde. 2012 und 2018 wurde sie mit ihrer Mannschaft jeweils Dritte. 2015 und 2019 war sie Teil des kamerunischen Aufgebots für die Weltmeisterschaft. Bei beiden Turnieren scheiterte sie mit ihrer Mannschaft aber im Viertelfinale, 2015 mit 0:1 an China und 2019 mit 0:3 an England.
Insgesamt absolvierte sie 44 Länderspiele für Kamerun.